# Gustavo Selva
Gustavo Selva (Imola, 10 agosto 1926 – Terni, 16 marzo 2015) è stato un giornalista e politico italiano, caporedattore del telegiornale RAI e direttore del giornale radio di Radio2, europarlamentare per la Democrazia Cristiana, deputato alla Camera e senatore della Repubblica.

## Biografia

### L'attività giornalistica
Selva iniziò la carriera giornalistica collaborando come cronista del quotidiano cattolico bolognese L'Avvenire d'Italia, per poi diventare inviato speciale e capo della redazione triveneta dal 1946 al 1956.
Nel 1956 si trasferisce a Roma come giornalista parlamentare (era entrato nell'ordine di categoria nel 1954) per i sette quotidiani cattolici allora pubblicati in Italia; contemporaneamente collabora con l'Agenzia Giornalistica Italia (AGI) per le pubblicazioni in lingua italiana all'estero.
Nel 1960 entra alla RAI ed è nominato corrispondente da Bruxelles, da Vienna e da Bonn (all'epoca capitale della Repubblica Federale di Germania). Rientrato a Roma, è caporedattore del Telegiornale RAI unificato (1972-1975), e conduttore dell'edizione delle 13,30. Dal 1975 al 1981 è direttore del Giornale radio 2. Durante i sei anni di direzione conferisce una forte connotazione anticomunista al suo notiziario. Nel corso del GR2 quotidiano raggiunge una certa notorietà per i suoi frequenti attacchi al Partito Comunista Italiano e al mondo della sinistra (che lo ricambiano ribattezzando Radio Belva il suo giornale radio).
Dal 1981 è presidente della RAI Corporation di New York e poi, dal 1983 al 1984, direttore del quotidiano veneziano Il Gazzettino. Ha collaborato come editorialista al Secolo d'Italia ed altri giornali.
Nel 1991 condusse su Rai 1 la trasmissione di approfondimento storico La lunga notte del comunismo. Dopo la prima puntata, il programma fu spostato dalla prima alla seconda serata a causa dei bassi ascolti registrati.

### Attività politica

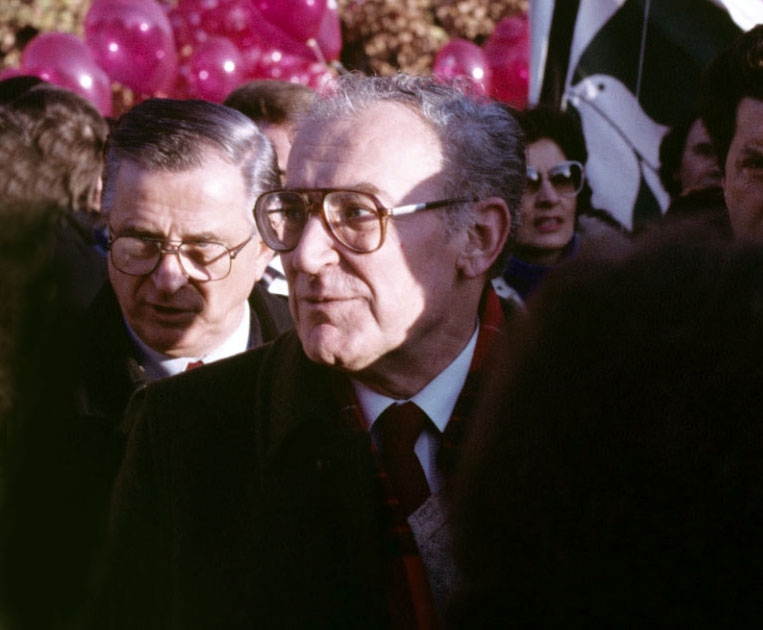
Gustavo Selva alla Marcia della pace a Roma nel 1985

È stato Deputato europeo per una legislatura, fu, infatti, eletto al Parlamento europeo nel 1984 nelle liste della Democrazia Cristiana, è stato Vicepresidente della Commissione cultura, gioventù e informazione. 
Alle elezioni politiche del 1994 viene eletto nel X collegio uninominale di Roma per il Polo delle Libertà e nel collegio proporzionale del Veneto 2 (Venezia - Treviso - Belluno) per AN e aderisce al Gruppo Parlamentare di Alleanza Nazionale. Nella XII Legislatura ricopre la carica di Presidente della Commissione Affari Costituzionali, della Presidenza del Consiglio e Interni della Camera dei deputati. Nelle elezioni politiche del 21 aprile 1996 è confermato nel collegio proporzionale del Veneto 2. Dopo essere stato membro del consiglio direttivo e Vicepresidente vicario del Gruppo Parlamentare di Alleanza Nazionale alla Camera dei deputati,  nel marzo del 1999, ne diviene capogruppo, carica che mantiene fino alla fine della Legislatura. È presidente onorario della Consulta etico-religiosa di Alleanza Nazionale.
Nella XIII Legislatura fa parte della Commissione Bicamerale per le Riforme Costituzionali interessandosi, in particolare, della modifica della forma dello Stato. Per il gruppo di Alleanza Nazionale interviene ripetutamente in Commissione e tiene, in Aula, il discorso sul problema delle riforme della Costituzione. Presenta, in proposito, numerose proposte e l'emendamento per affidare al Presidente della repubblica, eletto direttamente con suffragio popolare, la Presidenza del Consiglio dei ministri. Il 13 maggio del 2001 è rieletto deputato nel Collegio uninominale di Treviso, Mogliano Veneto, Casier e Preganziol. Il 21 giugno 2001 è eletto presidente della III Commissione Affari Esteri e Comunitari della Camera dei deputati.
Si occupa, fra l'altro, dei rapporti con i paesi che interessano l'Italia e l'Europa, soprattutto rispetto alle tematiche dell'Europa unita, della difesa e dell'immigrazione. Il 19 settembre 2003 gli viene conferita, dall'Università Cattolica di "Fu Jen" di Taipei (Taiwan), la laurea "honoris causa" in giurisprudenza in riconoscimento ai meriti raggiunti per il suo impegno nella divulgazione della pace nel mondo. Viene eletto senatore nel Veneto nelle elezioni politiche del 2006 (XV Legislatura). Prende parte alla 4ª Commissione Difesa del Senato e della 14ª Commissione Politiche dell'Unione Europea. È Membro della Delegazione italiana presso l'Assemblea NATO. Iscritto al gruppo parlamentare di Alleanza Nazionale, il 27 luglio 2007 passa al gruppo di Forza Italia. Il 13 aprile 2007 assume la direzione dell'Istituto di Studi e Ricerche Politiche Alcide De Gasperi della Repubblica di Albania.
A 86 anni si sposa in seconde nozze e si trasferisce a Terni con la moglie.
Muore a Terni il 16 marzo 2015, lasciando la seconda moglie e tre figli (un quarto è morto nel 2008).

## Vicende giudiziarie
Secondo la ricostruzione fatta inizialmente da LA7 - poi ripresa da tutti gli altri media - il 9 giugno del 2007 Selva, invitato ad un dibattito televisivo, per evitare di arrivare in ritardo negli studi di LA7 a causa del traffico, finge di avere un malore e si fa trasportare da un'ambulanza del 118 all'indirizzo che, mentendo, dice essere quello del suo medico di fiducia, ma che in realtà è quello della rete televisiva. Secondo quanto affermato dal personale infermieristico dell'ambulanza e da quanto ammesso dallo stesso senatore, giunti nei pressi della destinazione richiesta, Selva, liberatosi dalle apparecchiature di monitoraggio e cura, esce frettolosamente dall'ambulanza inseguito dal personale medico ed entra negli studi televisivi ordinando agli addetti della portineria di non far entrare gli infermieri, dato che il suo cardiologo lo avrebbe raggiunto di lì a poco. Gli infermieri riferiscono inoltre di essere stati offesi e minacciati, anche di licenziamento, nel caso avessero insistito ad occuparsi della faccenda.
Lo stesso Selva, nel corso di un'intervista a Giancarlo Perna per Il Giornale (31 marzo 2008), ha dato una versione leggermente differente, perlomeno dell'antefatto di quell'episodio. Ha affermato che il malore fu reale e che prese una delle pillole per le coronarie che porta sempre con sé: salì sull'ambulanza (sì del 118, ma riservata a Palazzo Chigi); all'interno dell'ambulanza attese il medico, che - a detta di Selva - impiegò diciassette minuti per arrivare. In quel tempo, la pillola aveva preso a fare effetto e il senatore iniziava a sentirsi meglio, così decise di inventarsi la storia del falso indirizzo del suo cardiologo, facendosi invece trasportare negli studi de LA7. A quel punto Perna gli domanda: «Col senno di poi, come ti giudichi?», e Selva risponde: «Un coglione. L'ora del coglione arriva per tutti almeno una volta nella vita». Tale comportamento ha ingenerato immediate polemiche, la vicenda ha travolto Selva che a seguito di una condanna bipartisan del suo gesto ha presentato al presidente del Senato Franco Marini le sue dimissioni l'11 giugno, che verranno però ritirate dal senatore pochi giorni dopo, il 17 luglio.
Nel ritirarle dichiara che così gli hanno chiesto i suoi elettori poiché «un voto in meno del centro-destra al Senato è un giorno in più per il governo Prodi». La frase appare senza senso poiché alle dimissioni di un parlamentare segue sempre la sostituzione del primo non eletto della sua lista. Replicando alle affermazioni, comunemente espresse anche da altri politici di entrambi gli schieramenti, del ministro della salute Livia Turco che parlò di "atteggiamento vergognoso, irresponsabile, indegno", Selva ha ribadito di sentirsi "addolorato e offeso" a tali parole, facendo seguire il commento "Evidentemente il lessico vetero-comunista resta duro a morire anche per un ministro post-comunista". Il 21 luglio 2007 Gianni Alemanno chiese di condurre un'azione disciplinare contro Selva in merito alla questione, sostenendo che - secondo il suo pensiero - il senatore dovesse essere escluso dal partito. Il tema avrebbe dovuto essere affrontato all'Assemblea nazionale del partito il 28 luglio del 2007.
Nel frattempo, in rete, sorsero diverse iniziative spontanee per la richiesta di nuove dimissioni dal Senato del senatore Selva. Il dibattito sull'espulsione di Selva da Alleanza Nazionale nei fatti però non avvenne, poiché il 29 luglio fu lo stesso senatore ad abbandonare spontaneamente il partito per confluire, il giorno successivo, nel gruppo parlamentare di Forza Italia. Alle elezioni del 2008 non viene ricandidato. In connessione al discusso fatto che lo ha visto protagonista, il 29 novembre 2007 la Procura della Repubblica di Roma ha chiesto il rinvio a giudizio del senatore Selva per truffa aggravata ai danni dello Stato e interruzione di pubblico servizio. Il 6 marzo 2008 viene condannato con rito abbreviato a 6 mesi di reclusione e al pagamento di una multa di 200 euro per truffa ai danni dello Stato aggravata dall'abuso di potere e dall'interruzione di pubblico servizio.
Il suo nome compare nella lista degli appartenenti alla loggia massonica P2, resi pubblici il 20 maggio 1981, con tessera numero 1814, tuttavia, secondo quanto dice, non fu mai iscritto e tre sentenze lo confermerebbero; Dario Fo, che lo disse pubblicamente, fu citato avanti il Tribunale di Milano dall'avv. Romolo Reboa, difensore di Gustavo Selva, e condannato a risarcirlo con 20 milioni di lire. «Se però avessi saputo che nella P2 c'erano tanti galantuomini, prefetti, questori, militari», dichiarò Selva nella stessa intervista, «mi sarei iscritto anch'io»

## Opere
- Brandt e l'Ostpolitik, Bologna, Cappelli, 1974.
- Il martirio di Aldo Moro. Cronaca e commenti sui 55 giorni più difficili della Repubblica, con Eugenio Marcucci, Bologna, Cappelli, 1978.
- Aldo Moro. Il martirio di un uomo, una tragedia che continua. Da via Fani al dibattito parlamentare, con Eugenio Marcucci, Bologna, Cappelli, 1978.
- Radiobelva, Milano, Rusconi, 1978[15].
- Europa senza veli. A due voci il rapporto sulla CEE prima e dopo l'elezione del nuovo Parlamento, con Mauro Langfelder, Bologna, Cappelli, 1979.
- Senza guinzaglio. Radiobelva n. 2, Milano, Rusconi, 1980.
- Editoriali senza voce, Milano, Rusconi, 1981.
- La moglie di Cesare. GR2-P2: i retroscena, con nomi e fatti, di una storia italiana (1975-1982) fra politica e giornalismo, Milano, SugarCo, 1982.
- Cose dette da "Radiobelva". Gli ultimi editoriali del GR2, Milano, SugarCo, 1984.
- Vengo a lei con questa mia..., Roma, Edizioni Dehoniane, 1988. ISBN 88-396-0229-1.
- Europa! Europa! Fatti e personaggi visti da un grande giornalista parlamentare europeo, Milano, SugarCo, 1989.
- Comunismo. Storia da non dimenticare, Torino, Nuova ERI, 1994. ISBN 88-397-0800-6.
- Piano Biancofiore. Il romanzo della II Repubblica, Roma, Pantheon, 1995.
- Aldo Moro. Quei terribili 55 giorni, con Eugenio Marcucci, Soveria Mannelli, Rubbettino, 2003. ISBN 88-498-0569-1.
- Petrarca, europeista cristiano "ante litteram", in Marco Poli (a cura di), Francesco Petrarca. Intellettuale e poeta cristiano agli albori dell'età moderna. 1304-2004. Atti, Bologna, Fondazione del Monte di Bologna e Ravenna, 2004.